# Campionato africano femminile under 20 di pallavolo 2010
Il campionato africano femminile under 20 di pallavolo 2010 si è svolto dal 14 al 19 ottobre 2010 a Kélibia, in Tunisia: al torneo hanno partecipato cinque squadre nazionali under 20 africane e la vittoria finale è andata per la quarta volta consecutiva all'Egitto.

## Regolamento

### Formula
Le squadre hanno disputato un'unica fase con formula del girone all'italiana.

### Criteri di classifica
Se il risultato finale è stato di 3-0 o 3-1 sono stati assegnati 3 punti alla squadra vincente e 0 a quella sconfitta, se il risultato finale è stato di 3-2 sono stati assegnati 2 punti alla squadra vincente e 1 a quella sconfitta.
L'ordine del posizionamento in classifica è stato definito in base a:
- Punti;
- Ratio dei set vinti/persi;
- Ratio dei punti realizzati/subiti;
- Risultati degli scontri diretti.

## Squadre partecipanti
| Squadra        | Qualificazione      | Ultima partecipazione |
| -------------- | ------------------- | --------------------- |
| Algeria        | -                   | Tunisia 2002          |
| Costa d'Avorio | -                   | Debutto               |
| Egitto         | -                   | Kenya 2008            |
| Ruanda         | -                   | Debutto               |
| Tunisia        | Paese organizzatore | Kenya 2008            |

## Torneo

### Risultati
| 14 ottobre 2010 ?, Kélibia Durata: 1h:17 - Spettatori: ? | Egitto  | 3 - 0 | Algeria        | 29-27, 25-16, 25-14               |
| 14 ottobre 2010 ?, Kélibia Durata: 0h:57 - Spettatori: ? | Tunisia | 3 - 0 | Costa d'Avorio | 25-11, 25-1, 25-8                 |
| 15 ottobre 2010 ?, Kélibia Durata: 0h:57 - Spettatori: ? | Algeria | 3 - 0 | Costa d'Avorio | 25-7, 25-6, 25-9                  |
| 15 ottobre 2010 ?, Kélibia Durata: 1h:04 - Spettatori: ? | Egitto  | 3 - 0 | Ruanda         | 25-11, 25-14, 25-16               |
| 16 ottobre 2010 ?, Kélibia Durata: 0h:57 - Spettatori: ? | Ruanda  | 3 - 0 | Costa d'Avorio | 25-5, 25-9, 25-4                  |
| 16 ottobre 2010 ?, Kélibia Durata: 2h:08 - Spettatori: ? | Tunisia | 3 - 2 | Algeria        | 14-25, 25-12, 28-26, 26-28, 15-12 |
| 18 ottobre 2010 ?, Kélibia Durata: 0h:54 - Spettatori: ? | Egitto  | 3 - 0 | Costa d'Avorio | 25-7, 25-4, 25-3                  |
| 18 ottobre 2010 ?, Kélibia Durata: 1h:46 - Spettatori: ? | Tunisia | 3 - 1 | Ruanda         | 25-19, 23-25, 25-19, 25-19        |
| 19 ottobre 2010 ?, Kélibia Durata: ? - Spettatori: ?     | Algeria | 3 - 1 | Ruanda         | 25-21, 25-23, 16-25, 25-18        |
| 19 ottobre 2010 ?, Kélibia Durata: ? - Spettatori: ?     | Egitto  | 3 - 0 | Tunisia        | 25-18, 25-19, 25-16               |

### Classifica
| Pos | Squadra        | Pt | G | V | P | SV | SP | Ratio | PF  | PS  | Ratio |
| --- | -------------- | -- | - | - | - | -- | -- | ----- | --- | --- | ----- |
| 1   | Egitto         | 12 | 4 | 4 | 0 | 12 | 0  | MAX   | 304 | 165 | 1.842 |
| 2   | Tunisia        | 8  | 4 | 3 | 1 | 9  | 6  | 1.500 | 333 | 279 | 1.193 |
| 3   | Algeria        | 7  | 4 | 2 | 2 | 8  | 7  | 1.142 | 325 | 295 | 1.101 |
| 4   | Ruanda         | 3  | 4 | 1 | 3 | 5  | 9  | 0.555 | 285 | 282 | 1.010 |
| 5   | Costa d'Avorio | 0  | 4 | 0 | 4 | 0  | 12 | 0.000 | 74  | 300 | 0.246 |

## Classifica finale
| Pos | Squadre        | Qualificazione                    |
| --- | -------------- | --------------------------------- |
|     | Egitto         | Campionato mondiale under 20 2011 |
|     | Tunisia        | Campionato mondiale under 20 2011 |
|     | Algeria        |                                   |
| 4   | Ruanda         |                                   |
| 5   | Costa d'Avorio |                                   |